# Sophie Auster
Sophie Auster (New York, 6 luglio 1987) è una cantante e attrice statunitense.
Figlia dello scrittore, attore e regista Paul Auster e della scrittrice e poetessa Siri Hustvedt, nel 1998 fece la sua prima apparizione cinematografica nel film Lulu on the Bridge scritto e diretto dal padre. Ha interpretato una parte nel film La vita interiore di Martin Frost, uscito nelle sale nel 2007.
Nel 2004 ha debuttato nel mondo della musica con l'album Sophie Auster, in cui interpreta poesie di Robert Desnos, Guillaume Apollinaire, Paul Éluard, Tristan Tzara e del padre (che partecipa anche come traduttore di alcune delle poesie). Nell'album, costituito da ballate romantiche con un certo gusto retrò ispirato alla tradizione della chanson francese, compaiono come strumentisti Michael Hearst e Joshua Camp, conosciuti anche come One Ring Zero.

## Filmografia
- Lulu on the Bridge, regia di Paul Auster (1998)
- As Smart As They Are: The Author Project – documentario, regia di Joe Pacheco (2005)
- La vita interiore di Martin Frost (The inner life of Martin Frost), regia di Paul Auster (2007)
- The Imperialists Are Still Alive!, regia di Zeina Durra (2010)
- Circuit, regia di Xavier Ribera (2010)
- Stealing Summer, regia di David Martín Porras (2011)
- Nous York, regia di Hervé Mimran, Géraldine Nakache (2012)
- Grand Street, regia di Lex Sidon (2013)
- Indiana, regia di Toni Comas (2015)
- The Story of the Invisible – cortometraggio, regia di Shirley Monsarrat (2015)
- Mozart in the Jungle – serie TV, 40 episodi (2014-2018)
- The Zurich Liaison – Wagner's One and Only Love – film (2020)

## Discografia
- Sophie Auster (2004)
  1. The last poem
  2. Close your eyes
  3. Word heat
  4. The door
  5. Le pont mirabeau
  6. Sailor girl
  7. The lover
  8. Western wind
  9. The swimmer
  10. Jitterbug waltz
  11. Walking the wire
- Red Weather (2012)